# Centre inter-américain des administrations fiscales
Le Centre inter-américain des administrations fiscales (CIAT) est une organisation non gouvernementale internationale qui fournit une assistance technique spécialisée pour la modernisation et le renforcement des administrations fiscales nationales. Elle soutient les efforts des gouvernements nationaux en promouvant l’évolution, l’acceptation et l’institutionnalisation des administrations fiscales, encourage leur coopération, l’échange de leurs expériences et des meilleures pratiques. Elle est supportée financièrement par les contributions de ses 42 États membres et États associés.Elle est membre fondateur du Network of Tax Organisations (NTO), un réseau d'administrations fiscales régionales et internationales qui vise à développer et à promouvoir des systèmes fiscaux efficaces dans le monde entier.

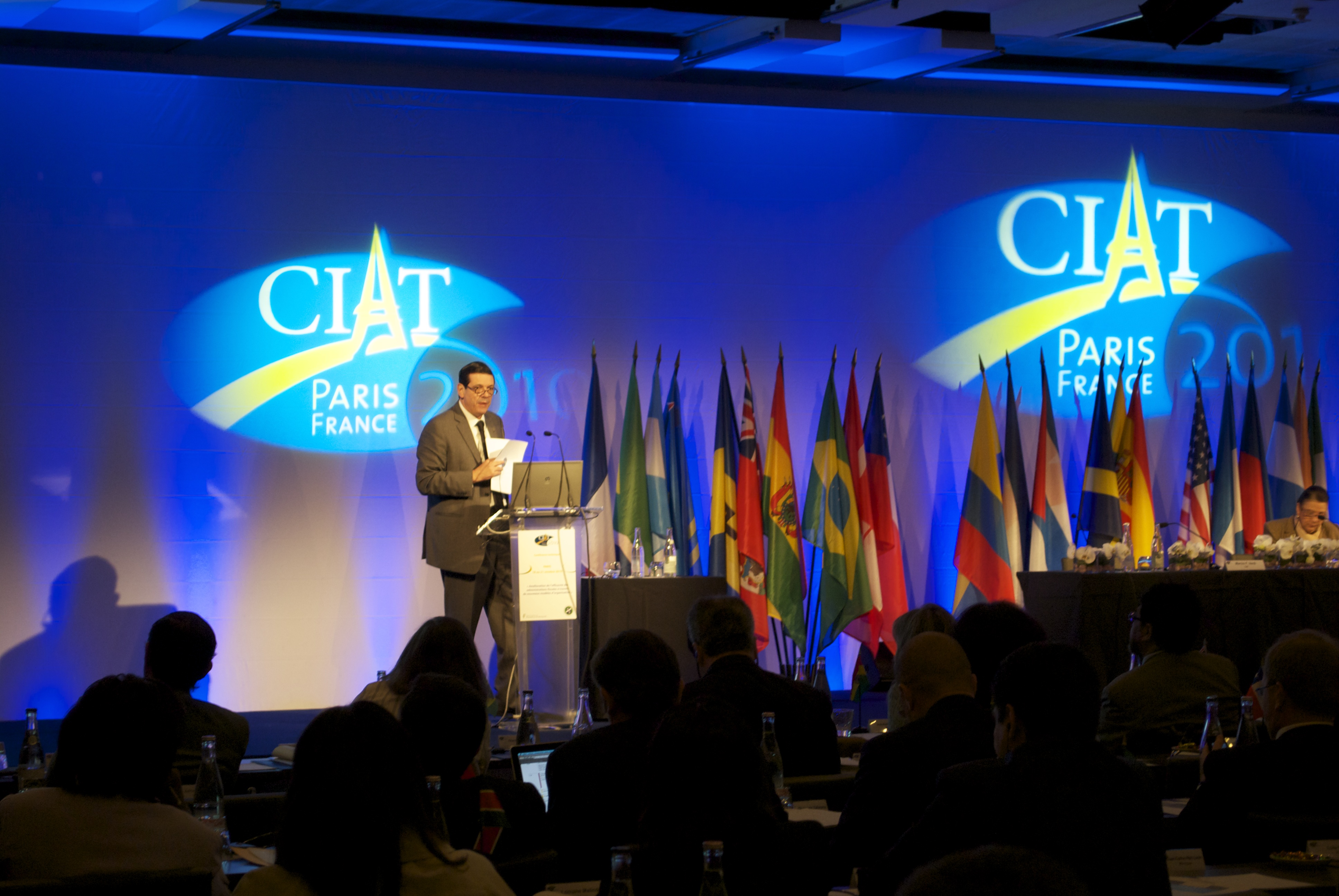
Márcio F. Verdi (Brésilien), Secrétaire Exécutif du CIAT. Conférence Technique à Paris (18-21 octobre 2010)

## Historique du CIAT
Après la visite aux États-Unis en 1965 de représentants des administrations fiscales de différents pays du continent américain, Sheldon Cohen et Harold Moss de l’Internal Revenue Service eurent l’idée de créer une organisation internationale qui serait chargé de gérer ces problèmes.
En mai 1967, la première assemblée générale eut lieu au Panama, les statuts du Centre inter américain d’administration fiscale (CIAT) furent approuvés.

## Activités
- Développement de programmes d’assistance technique spécialisés fondés sur les besoins particuliers et l’intérêt exprimé par les États membres technical assistance;
- Encourager l’étude et la recherche autour des systèmes de taxation et leur administration, promouvant la dissémination d’information et l’échange d’idées et d’expériences au travers de l’assemblée générale, de conférences techniques, de séminaires, de publications et autres moyens appropriés;

Mission
Promouvoir coopération internationale et échange d’informations et fournier des services d’assistance technique, études et formation, contribuer ainsi au renforcement des administrations fiscales des États membres et membres associés.
Les valeurs défendues sont l’intégrité, la transparence et l’éthique et un effort pour combattre toutes les formes de fraude fiscale.
Vision
Devenir l’organisation internationale de référence en matière d’administration fiscale, promouvoir la coopération, faciliter les échanges d’initiatives, d’expériences et d’information et fournir des produits et services de qualité aux États membres et membres associés.

### Organisation de conferences internationales de fiscalité
Le CIAT tient son assemblée générale au mois d'avril de chaque année. Cet événement rassemble les autorités d'administration fiscale des pays membres et les organisations invitées pour discuter des défis communs, partager les expériences et favoriser la coopération entre les pays membres. En 2024, l'événement a eu lieu à Foz do Ignaciu (Brésil) sur le thème "Mécanismes pour la prévention et la résolution des conflits et la promotion de la conformité volontaire"
Le CIAT organise également une conférence technique annuelle en octobre. Le prochain événement prévu est la Conférence technique 2024, qui se concentrera sur "Circumvention and general anti-abuse rules : casuistry and tax justice", qui se tiendra à Lima, au Pérou, du 15 au 17 octobre 2024.

## États membres
Le CIAT est composé de 39 États membres et associés - 31 États des Amériques, 5 États européens, 2 États africains et 1 asiatique sont membres. L’Afrique du Sud et l’Inde sont des membres associés.
Argentine: Administración Federal de Ingresos Públicos

Aruba: Ministerio di Finansas, Comunicacion, Utilidad y Energia

Barbade: Ministry of Finances and Economic Affairs
	
Bermudes: Office of the Tax Commissioner

Bolivie: Servicio de Impuestos Nacionales

Brésil: Receita Federal do Brasil

Canada: Agencia de Ingresos de Canadá
	
Chili: Servicio de Impuestos Internos

Colombie: Dirección de Impuestos y Aduanas Nacionales
	
Costa Rica: Dirección General de Tributación, Ministerio de Hacienda

Cuba: Oficina Nacional de Administración Tributaria
	
Curaçao: Belastingdienst van Curacao

Équateur: Servicio de Rentas Internas
	
El Salvador: Dirección General de Impuestos Internos

Espagne: Agencia Estatal de Administración Tributaria

États-Unis: Internal Revenue Service

France: Direction Générale des Finances Publiques

Guyane:Guyana Revenue Authority

Haïti: Ministère de l´Économie et des Finances 

Guatemala: Superintendencia de Administración Tributaria
	
Honduras: Dirección Ejecutiva de Ingresos

Italie: Guardia di Finanza
	
Jamaïque: Tax Admministration of Jamaica

Maroc: Direction Générale des Impôts 

Mexique: Servicio de Administración Tributaria
	
Nicaragua: Dirección General de Ingresos

Panama: Dirección General de Ingresos

Pays-Bas: Ministry of Finance

Paraguay: Subsecretaría de Estado de Tributación
	
Pérou: Superintendencia Nacional Tributaria

Portugal: Portal das Finanças
	
République Dominicaine: Dirección General de Impuestos Internos
	
Surinam: Dirección de Impuestos

Sint Maarten:Finances

Trinidad et Tobago: Dirección General de Hacienda Pública

Uruguay: Dirección General Impositiva

Venezuela: Servicio Nacional Integrado de Administración Aduanera y Tributaria

Administrations fiscales des membres associés

Afrique du Sud: South African Revenue Service

Inde: Ministry of Finance, Government of India

Kenya: Kenian Revenue Authority

République Tchèque: : Ministerstvo financí 